# Барлінек
Барлі́нек (пол. Barlinek, стара німецька назва «Берлінхен», нім. Berlinchen) — місто в Мисліборському повіті Західнопоморського воєводства, на північному заході Польщі, на річці Млинівці (Млинувці), поблизу трьох озер. Відстань до Мислібужа (центру повіту) — 33 км, до Щеціна (центру воєводства) — 76 км.
Станом на 31 березня 2014 року в місті мешкало 14 257 осіб. Це найбільший за кількістю мешканців населений пункт Мисліборського повіту, більший навіть від адміністративного центру, міста Мислібуж.
Серед уродженців — німецький шахіст Емануїл Ласкер, чемпіон світу в 1894—1921 роках.
Преса — газети «Ехо Барлінка» та «Пульс Барлінка».

## Історія
Локаційний акт маркграфів Бранденбургу Альбрехта III та Отто V про заснування оборонного города датується 25 січня 1278 року. У середині XIV ст. Барлінек уже мав оборонні мури та дві в'їзні брами — Мисліборзьку і Млинську. За багато століть місто пережило численні природні катаклізми, епідемії та пожежі. Головним заняттям мешканців було сільське господарство і тваринництво. Серед давніх назв — «Nova Berlyn» і «Klein Berlin». Як частина історичного регіону Ноймарк у 1402–1454 роках місто входило до держави Тевтонського ордену. Родина Люксембургів, яка володіла цими землями, продала їх лицарям ордену. Пізніше рід Гогенцоллернів викупив місто, повернувши його у власність Бранденбурзького маркграфства.
1618 року маркграф Бранденбурзький Йоганн-Сигізмунд Гогенцоллерн, після смерті прусського герцога Альбрехта-Фрідріха, який не залишив по собі синів-спадкоємців, офіційно став новим герцогом прусським, а Бранденбурзьке маркграфство і Прусське герцогство об'єдналися в державу Бранденбург-Пруссія.
Місто потерпіло від Тридцятилітньої, Семилітньої та Наполеонівських воєн. У місті розвивалося ткацтво, льонарство, виробництво вовни та сукна. На межі XVIII і XIX століть працювала паперова фабрика. 1800 року в Берлінхені мешкало 5736 людей. 1816 року утворений повіт Зольдін (нім. Landkreis Soldin), який став частиною адміністративного округу Франкфурт провінції Бранденбург. Провінція входила до складу Пруссії, потім — об'єднаної Німецької імперії, а з 1918 року — штату Вільна держава Пруссія в складі Німеччини.
У другій половині XIX ст. Берлінхен став значним торговельно-економічним центром, у якому працювали, зокрема шкіряний завод і фабрика плугів. 1898 року прокладено залізничну колію до міст Хощно і Мислібуж. Зросла єврейська громада, яка становила близько 130 осіб. Початок Другої світової майже не торкнувся перебігу життя в містечку. Лише наступ Червоної армії на початку 1945 року й бої за місто між російськими та німецькими військами зруйнували понад половину будівель.

До 1946 року — «Берлінхен», відтоді — Барлінек. У 1946—1975 рр. — частина Щецінського воєводства, в 1975—1998 — частина Гожовського воєводства, після укрупнення воєводств входить до Західнопоморського воєводства.

## Пам'ятки
Збереглося близько 480 м (із колишньої загальної протяжності 1700 м) фортифікацій і оборонних мурів XIV-XV ст.
Початкова школа № 1 ім. Т. Косцюшка — колишній монастир, а під час Другої світової війни — військовий госпіталь.
Зберігся єврейський цвинтар (кіркут) XVIII-XIX ст., діє православна церква (первинно збудована як храм протестантів), закладена в XIX сторіччі.
Регіональний музей, створений 1961 року, експонує виставку, присвячену Емануїлові Ласкеру, археологічні експонати, а також давні карти та поштівки Барлінека, діораму Барлінського вокзалу та речі зі сільського побуту XIX і XX сторіч. Музей розташований у так званому «Будинку Ґутенберґа» — колишній друкарні.

## Демографія
Демографічна структура станом на 31 березня 2011 року:
|          | Загалом | Допрацездатний вік | Працездатний вік | Постпрацездатний вік |
| -------- | ------- | ------------------ | ---------------- | -------------------- |
| Чоловіки | 7017    | 1383               | 5004             | 630                  |
| Жінки    | 7336    | 1244               | 4521             | 1571                 |
| Разом    | 14353   | 2627               | 9525             | 2201                 |

## Галерея

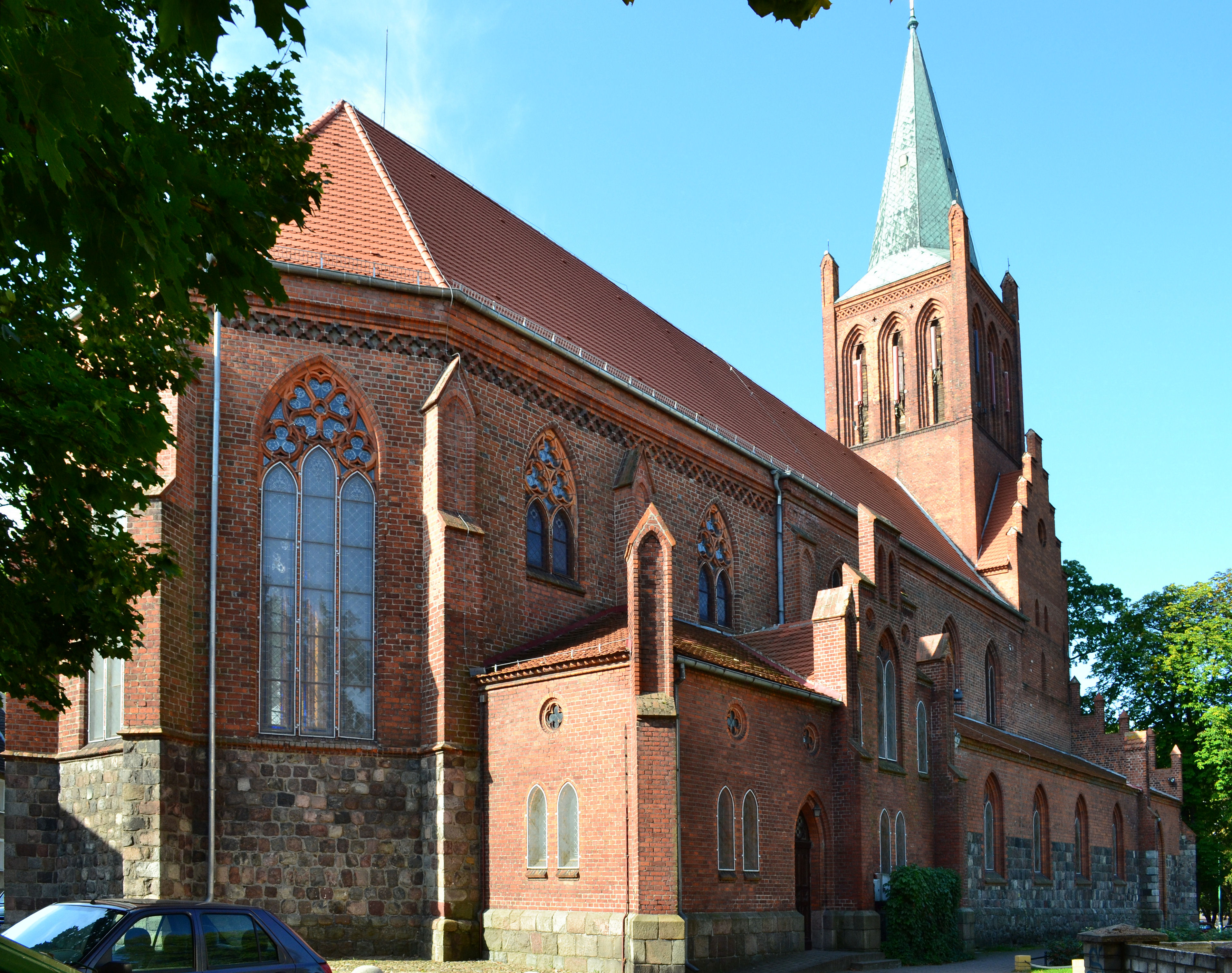
Костел Непорочного Серця Найсвятішої Діви Марії
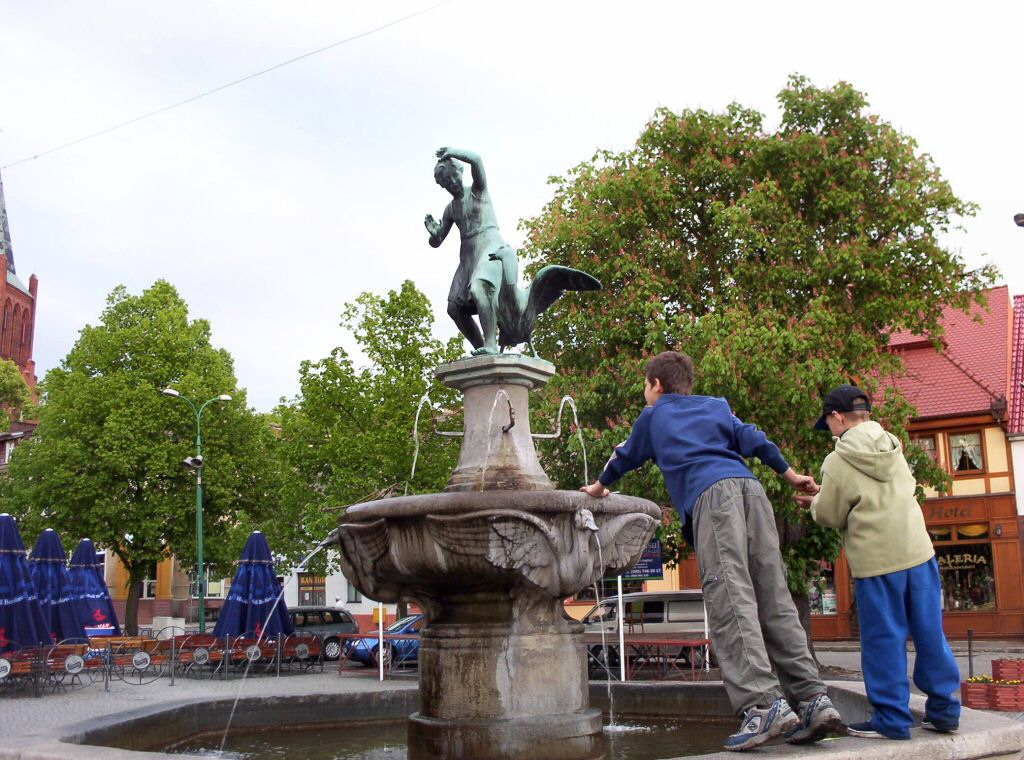
Фонтан у центрі містечка (збудований 1912 р.)
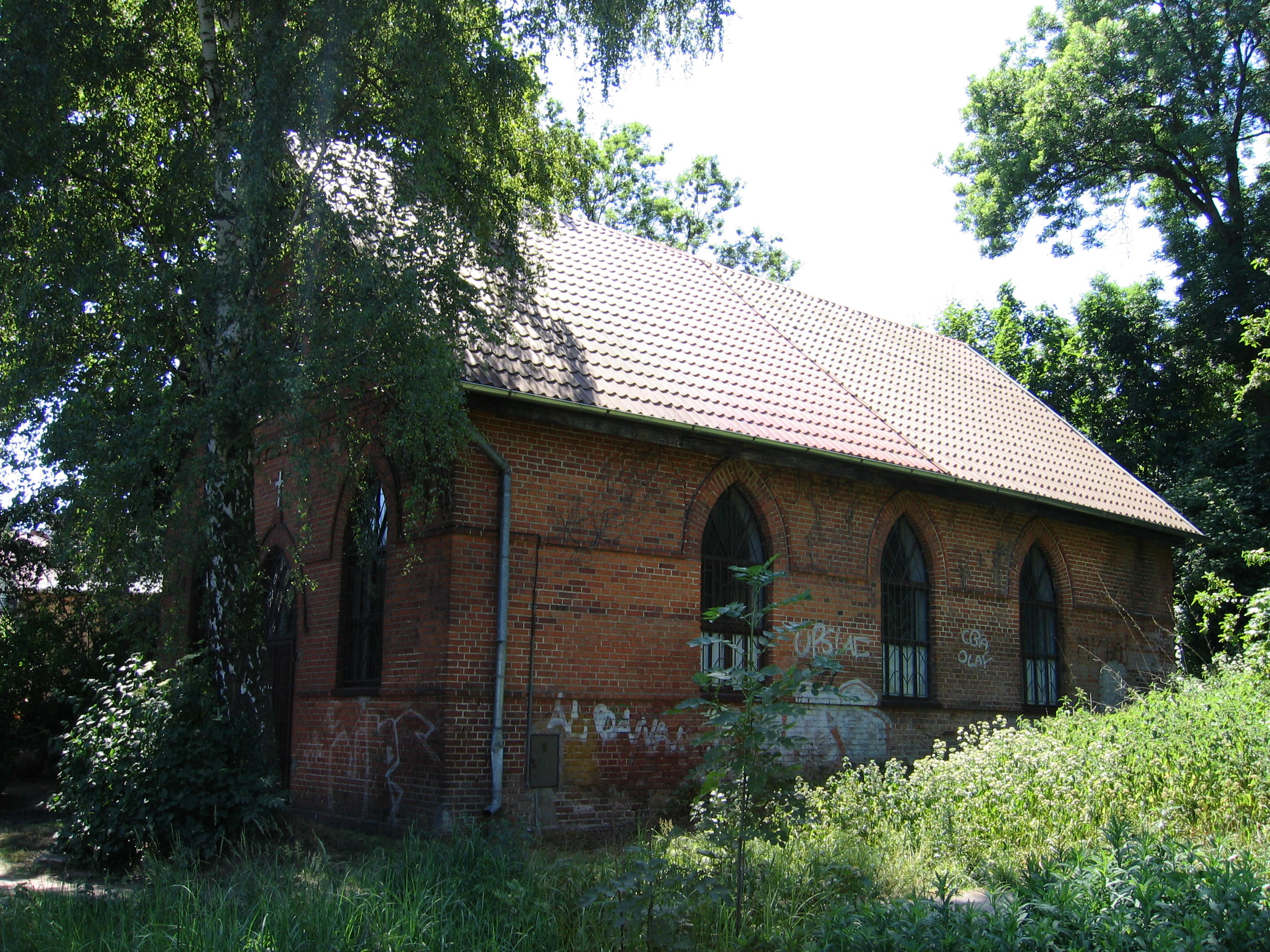
Церква Успіння Богородиці